# Plangia villiersi
Plangia villiersi är en insektsart som beskrevs av Lucien Chopard 1954. Plangia villiersi ingår i släktet Plangia och familjen vårtbitare. Inga underarter finns listade i Catalogue of Life.